# Titușki
Titușki (plural; în ucraineană тітушки) reprezintă un grup organizat de mercenari, format din tineri, proletari, huligani, gopnici, inclusiv și sportivi, adesea și infractori; utilizați de autorități pentru aplicarea forței în cadrul protestelor opoziției, implicarea în bătăi și încăierări generale, arderea mașinilor, cu scop de a intimida și dispersa participanții la proteste în masă (și jurnaliștii), uneori pentru influențarea procesului de vot ș.a. Conform diferitor surse titușki primesc o soldă zilnică între 200 și 500 de grivne.

## Etimologie
Termenul se trage de la Vadim Titușko (ucraineană Вадим Тітушко) (cunoscut și ca Vadik Rumun (rusă Вадик Румын), ce înseamnă Vadik "Românul"), un sportiv de arte marțiale mixte din Bila Țerkva care pe 18 mai 2013, în cadrul unor proteste, i-a atacat jurnaliștii de la televiziune ucraineană ”Canalul 5”, Olga Snițarciuk (Ольга Сніцарчук) și Vladislav Sodel (Владислав Содель).

## Stil

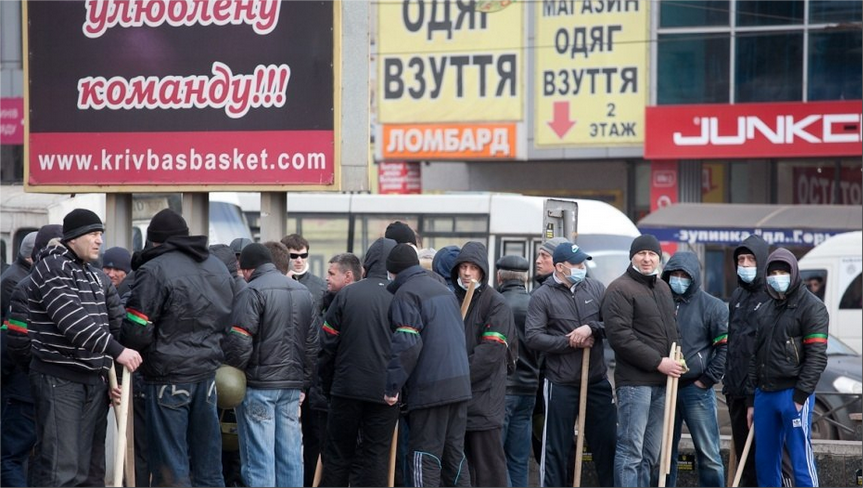
Un grup de titușki se adună la Krivoi Rog

Titușki sunt descriși ca fiind tineri, de o complexitate fizică atletică, adesea practicanți de arte marțiale, sau persoane cu antecedente penale, îmbrăcați în civil, tipic în costume sportive.

## IT-titușki
Termenul IT-titușki (ucraineană айтітушки) a apărut în dicționarul Mislovo (ucraineană Мислово) a slangului modern ucrainean. El este compus din două cuvinte "IT" și "titușka" și reprezintă un hacker sau utilizator ordinar, care acționează agresiv (atacuri DDoS sau simple comentarii agresive și trolling pe internet) în adresa surselor și reprezentanților pro-Euromaidan. E cunoscut faptul că hackerii IT-titușki au spart câteva bloguri "pro-revoluționare".